# Klasyfikacja pism drukarskich ART
Klasyfikacja pism drukarskich ART – podział pism drukarskich dokonany przez Andrzeja i Romana Tomaszewskich, oparty na analizie kształtów graficznych liter.

## Charakterystyka
Kryterium podziału w klasyfikacji ART są anatomiczne elementy (lub grupy elementów) graficznej budowy liter, np.: grafemy, kreski budujące literę, kształt szeryfów, osie liter, światła, proporcje, wielkość oczka litery. W klasyfikacji traktuje się równorzędnie, jako cały zbiór znaków danej rodziny kroju pisma, pięć charakterów pism drukarskich: majuskuły, kapitaliki (mediaskuły), minuskuły oraz należące do nich indeksy (frakcje) górne i dolne.
W podziale uwzględniono pisma czcionkowe, linotypowe, monotypowe, składopisowe i fotomatrycowe różnych systemów zecerskich. Klasyfikacja ART obejmuje tylko pisma łacińskie, ale można ją stosować analogicznie np. do pism greckich czy cyrylickich, zestawiając kroje według kryterium pochodzenia lub stosowania. „W oparciu o klasyfikację ART można selekcjonować stylowo najlepsze, albo też najgorsze kroje pism danego okresu historyczno-kulturowego, kroje pism wybranego autora albo firmy”.
Klasyfikacja ART uwzględnia historyczny rozwój pism. Podstawowy podział obejmuje dwa okresy:
1. od początku druku w Europie przy pomocy ruchomej czcionki do końca drugiej wojny światowej (oryginalne pisma historyczne) – część istotną przede wszystkim dla bibliologów, historyków drukarstwa i typografii,
2. okres po drugiej wojnie światowej (pisma współczesne, obejmujące też klasyczne formy pism i ich modyfikacje) – część istotną głównie dla projektantów oraz producentów i użytkowników programów do składu.

Szczególne znaczenie dla zaproponowanego przez Tomaszewskich podziału mają wartości historyczno-kulturowe krojów pism. Klasyfikacja ART nie jest zbiorem zamkniętym. Każdy nowy krój pisma może zostać do niej włączony.

## Zasada podziału
W klasyfikacji wyróżniono cztery klasy pism:
1. pisma gotyckie,
2. pisma romańskie (antykwy),
3. pisanki,
4. ksenotypy.

W pierwszych trzech klasach wyróżnia się po dwa typy:
- pisma jednoelementowe – grubość kreski budującej literę nie zmienia się,
- pisma dwuelementowe – grubość kreski budującej literę jest zróżnicowana.

W klasie ksenotypów istnieje też trzeci typ – pisma płaszczyznowe.
Każdy z typów pisma ma dwie odmiany (formy liternicze):
- odmianę prostą – pionowe kreski liter są prostopadłe do linii pisma,
- odmianę pochyłą – kreski liter są pochylone w stosunku do linii pisma.

Dodatkowo każda klasa, typ i forma jest podzielona na dziesięć grup stylowych, określających dominujące elementy stylu uznane w historii sztuki i typografii. 
- romanizmu,
- gotyku,
- renesansu,
- baroku,
- klasycyzmu,
- romantyzmu,
- realizmu,
- modernizmu,
- konstruktywizmu,
- uniwersalizmu.

## Problemy dotyczące klasyfikacji
Z uwagi na duże zróżnicowanie wewnętrzne grup stylowych (odrębność poszczególnych nurtów w każdej z nich) oraz zmieniające się tendencje i mody w projektowaniu krojów pism klasyfikacja ART wyznacza jedynie ramową orientację w ogromnym dorobku liternictwa drukarskiego. Autorzy zaznaczają, że w każdej klasie i w każdym typie pisma mogą występować kroje zdobione lub kroje o cechach charakterystycznych dla kilku różnych stylów. Wówczas o miejscu danego pisma w klasyfikacji decyduje przeważająca liczba cech struktury znaku.
Na kwestię klasyfikowania pism znacząco wpłynęło pojawienie się ksenotypów. Andrzej i Roman Tomaszewscy w odniesieniu do krojów z tej klasy zastosowali dodatkowe kryteria oceny, posługując się pojęciami kiczu i mody w typografii. Do oceny ksenotypów służą więc kryteria pozytywne, m.in. oryginalność lub nowość formy znaków, możliwość zastosowania pisma w typografii, logika znaku, jego graficzna perfekcja, oraz kryteria negatywne, m.in. deformacja formy, zagubienie wartości funkcjonalnych.
Tomaszewscy zaliczyli do ksenotypów także pastisze pism (np. próby latynizowania pism orientalnych).